# Ефект контрасту
Ефект контрасту — це підсилення або пригнічення, по відношенню до звичайного, сприйняття, пізнання або пов'язаної поведінки в результаті послідовного (безпосередньо передуючого) або одночасного піддавання стимулу меншої або більшої інтенсивності того ж виміру. (Тут, під нормальним сприйняттям, пізнанням або поведінкою розуміється таке, яке буде отримано за відсутності порівняльного стимулу — тобто, засноване на всьому попередньому досвіді.)

## Приклади
- сприйняття: нейтральний сірий об'єкт видається більш світлого або темнішого кольору, ніж він є сам по собі, коли він порівнюється з показаним безпосередньо перед або одночасно з ним, об'єктом темно-сірого або світло-сірого кольору відповідно.
- пізнання: людина здається більш або менш привабливою, ніж вона є сама по собі, коли вона порівнюється з показаною безпосередньо перед або одночасно з нею, іншою людиною, менш або більш привабливою відповідно.
- поведінка: лабораторний пацюк працюватиме швидше або повільніше під час стимулу, який свідчить про отримання певного обсягу винагороди, коли такому стимулу та винагороді безпосередньо передували або чергувалися з ними, інші стимули з меншим або більшим обсягом винагороди відповідно.

## Типи

Одночасний контраст

Одночасний контраст був визначений Мішелем Еженом Шеврелем та стосувався ефекту, коли кольори двох різних об'єктів впливають один на одного. Ефект більш видимий на об'єктах доповнюючих кольорів.
У наведеному в статті зображенні, два внутрішніх чотирикутники одного й того ж відтінку сірого, але верхній здається світлішим за нижній через те, що його фон темнішого кольору.
Цей ефект відрізняється від концепції контрасту, яка стосується кольорової відмінності об'єкту та його яскравості у порівнянні з оточенням або фоном.

Послідовний контраст

Послідовний контраст виникає, коли сприйняття стимулу, на який споглядають зараз, впливає раніше побачений стимул.
Наприклад, якщо спочатку на декілька секунд зосередитись на крапках в центрах різнокольорових дисків у верхній частини наведеного малюнка, а потім подивитися на такі самі крапки в нижній частині малюнка, два нижні диски на декілька моментів видаватимуться різних кольорів, хоча мають однаковий колір.
Один з типів контрасту, що включає і час, і місце, називається метаконтраст та параконтраст. Коли одна половина диску яскраво освітлюється на 10 міллісекунд, вона максимально яскрава. Якщо друга половина показується в той самий час (але на 20-50 міллісекунд пізніше), виникає взаємне пригнічення: ліва сторона затемнюється правою стороною (метаконтраст), а центр взагалі може зникнути. Одночасно, з огляду на перший стимул, права сторона також трохи затемнюється (параконтраст).

## Області існування
Філософ 17-го сторіччя Джон Локк відмічав ефект контрасту, коли спостеріг, що тепла вода здається гарячою або холодною в залежності від тог, чи була рука, яка її торкається до того в холодній чи гарячій воді.
На початку 20-го сторіччя Вільгельм Вундт визначив контраст як фундаментальний принцип сприйняття, і з того часу існування ефекту було підтверджено у різних сферах. Ефекти контрасту впливають не лише на візуальні якості як колір чи яскравість, а й на інші види сприйняття, наприклад сприйняття ваги, музики тощо.
В одному з експериментів, коли людей просили думати прізвище «Гітлер» та одночасно оцінювати інших людей, вони оцінювали цих людей як більш приязних. Пісня чи музична композиція може сприйматися як хороша чи погана в залежності під того, чи прослухана перед нею музика була неприємною чи приємною.
Для того, щоб ефект спрацював, порівнювані об'єкти повинні бути схожі один на одного (однотипні): журналіст може здатися нижчим ніж звичайно, коли бере інтерв'ю у високого баскетболіста, але не в порівнянні з високою будівлею.